# Осовець (Ломжинський повіт)
Осовець (пол. Osowiec) — село в Польщі, у гміні Збуйна Ломжинського повіту Підляського воєводства.
Населення — 108 осіб (2011).
У 1975-1998 роках село належало до Ломжинського воєводства.

## Демографія
Демографічна структура станом на 31 березня 2011 року:
|          | Загалом | Допрацездатний вік | Працездатний вік | Постпрацездатний вік |
| -------- | ------- | ------------------ | ---------------- | -------------------- |
| Чоловіки | 53      | 11                 | 32               | 10                   |
| Жінки    | 55      | 9                  | 28               | 18                   |
| Разом    | 108     | 20                 | 60               | 28                   |